# 신뢰 영역
신뢰 영역 또는 트러스트 리전(Trust region)은 수학적 최적화에서 모델 함수(종종 이차 함수)를 사용하여 근사된 목적 함수 영역의 하위 집합이다. 목적 함수의 적절한 모델이 신뢰 영역 내에서 발견되면 영역이 확장된다. 반대로 근사치가 좋지 않으면 영역이 축소된다.
적합성은 모델 근사치에서 예상되는 개선 비율과 목적 함수에서 관찰된 실제 개선 비율을 비교하여 평가된다. 비율의 간단한 임계값은 확장 및 축소에 대한 기준으로 사용된다. 모델 함수는 합리적인 근사치를 제공하는 영역에서만 "신뢰할 수 있습니다".
신뢰 영역 방법은 어떤 의미에서 선형 검색 방법과 쌍을 이룬다. 신뢰 영역 방법은 먼저 단계 크기(신뢰 영역의 크기)를 선택한 다음 단계 방향을 선택하는 반면, 선형 검색 방법은 먼저 단계 방향을 선택한 다음 단계 크기를 선택한다.
신뢰 영역 방법의 기본 아이디어는 많은 이름으로 알려져 있다. 이 용어의 최초 사용은 소렌슨(1982)에 의한 것으로 추정한다. 플레처(1980)의 인기 교과서에서는 이러한 알고리즘을 제한된 단계 방법(restricted-step methods)이라고 부른다. 또한 이 방법에 대한 초기 기초 작업에서 골드펠트, 퀀트 및 트로터(1966)는 이를 2차 언덕 등반(quadratic hill-climbing)이라고 부른다.